# Велєв Артем Миколайович
Арте́м Микола́йович Велєв — майор Збройних сил України, 25-та повітряно-десантна бригада.
Станом на лютий 2011 року — начальник відділення комплектування Ленінського районного військового комісаріату, місто Миколаїв.

## Нагороди
- орден Богдана Хмельницького III ступеня (26.07.2014)